# دوري ساموا لكرة القدم 1984
دوري ساموا لكرة القدم 1984 هو موسم من دوري ساموا لكرة القدم. فاز فيه Vailima Kiwi FC ‏.